# Michela Varagnolo
Michela Varagnolo () é uma matemática, cujos tópicos de pesquisa incluem teoria de representação, álgebra de Hecke, dualidade de Schur-Weyl, yangianos e álgebras quânticas afins.
Obteve um doutorado em 1993 na Universidade de Pisa, orientada por Corrado de Concini, com a tese I polinomi armonici e la rappresentazione di springhe nel caso SL(n). É maître de conférences no departamento de matemática da CY Cergy Paris Université, afiliada ao laboratório de pesquisa em análise, geometria e modelagem.
Foi palestrante convidada do Congresso Internacional de Matemáticos em Seul (2014: Double affine Hecke algebras and Hecke algebras associated with quivers). Em 2019, com Éric Vasserot, ganhou o Prix de l'État da Académie des sciences por seu trabalho na teoria da representação geométrica de álgebras de Hecke e grupos quânticos.